# Danza de las tijeras
La Danza de las tijeras (en français : Danse des ciseaux) est une danse rituelle originaire de Huancavelica, d'Apurimac et d'Ayacucho, au Pérou. Satire envers les vassaux du roi, mais surtout acte de fidélité envers les dieux andins, elle est une résistance culturelle. Actuellement, elle est une fusion des deux cultures : hispanique et andine. La danse des ciseaux a été inscrite en 2010 sur la liste représentative du patrimoine culturel immatériel de l’humanité par l'UNESCO,.

## Statut du danseur
Il existe des festivals de danse des ciseaux qui durent une semaine complète, les danseurs se reposant trois ou quatre heures par jour. Chaque danse est un combat entre village ou communauté, représenté par le danseur. C'est pour cela que celui-ci est reçu en héros s'il revient vainqueur.
Les danseurs sont choisis de génération en génération, héritant de la vigueur du sang de leurs ancêtres. Ils sont entraînés dès l'âge de cinq ans. La tradition dit que leurs pouvoirs augmentent et qu'ils possèdent la faculté de guérir et de voir l'avenir. Les danseurs de tijeras font aussi souvent un « pacte » avec les diables pour obtenir de la force et des habiletés. En réalité, ces « diables » sont plutôt des dieux andins comme les Apus (esprits de montagnes) que les Religieux en mission ont identifié au diable car hérétiques.
Quand un danseur meurt, il est enterré la bouche dirigée vers le bas, afin de l'aider à retourner à la terre-mère, ou Pachamama.
La dualité du monde andin se reflète dans les ciseaux puisque la partie inférieure se nomme femelle et la partie supérieure mâle.

## L'affrontement
L'affrontement se fait généralement sous la forme d'un défi de danse entre deux danseurs ou plus. Généralement, chaque camp de danseurs a ses propres musiciens (généralement un joueur de harpe andine et un joueur de violon). Chaque danseur passe chacun son tour pour montrer ses habiletés dans la danse, qui inclut généralement des mouvements plus ou moins acrobatiques, mais aussi parfois des animaux dressés. Ces mouvements sont exécutés pendant que le danseur tient ses ciseaux dans une de ses mains en les agitant en rythme.